# Claude de Longwy de Givry
Claude de Longwy de Givry (1481 - 9 de agosto de 1561) foi um cardeal francês, bispo de Mâcon e administrador apostólico de várias dioceses francesas.

## Biografia
Tornou-se bispo de Mâcon, em 1510, como sucessor de seu tio Étienne de Longwy. Ele foi posteriormente administrador apostólico de Langres, de Poitiers, de Périgueux e de Amiens. Ele foi criado cardeal em 7 de novembro de 1533, pelo Papa Clemente VII, recebendo o barrete cardinalício e o título de Santa Inês em Agonia em 10 de novembro, sendo conhecido como o Cardeal de Givry (também mais tarde aplicado a seu parente Anne d'Escars de Givry).

## Conclaves
- Conclave de 1534 - não participou da eleição do Papa Paulo III.
- Conclave de 1549-1550 - não participou da eleição do Papa Júlio III.
- Conclave de abril de 1555 - participou da eleição do Papa Marcelo II.
- Conclave de maio de 1555 - participou da eleição do Papa Paulo IV.
- Conclave de 1559 - não participou da eleição do Papa Pio IV